# Kinetoplast

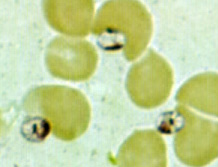
Leishmania amastigotes z widocznym jądrem i kinetoplastem

Kinetoplast, blefaroplast – struktura komórkowa występująca u wiciowców zwierzęcych z grupy kinetoplastydów (Kinetoplastida). Kinetoplast jest to pojedyncze ciałko, o budowie podobnej do mitochondriów, ale zwykle większe od nich. Kinetoplast leży zawsze za kinetosomem wici, z jego prawej strony. Jego ultrastruktura jest taka sama, jak mitochondrium: otaczają go dwie błony, z których wewnętrzna tworzy fałdy podobne do grzebieni mitochondrialnych. Wnętrze kinetoplastu wypełnia włóknista substancja, zawierająca koliste DNA oraz te same enzymy, co mitochondria. W czasie podziału wiciowca kinetoplast również dzieli się i przechodzi do obu osobników potomnych.
Zawiera widoczne nawet w mikroskopie świetlnym znaczne ilości DNA o postaci zamkniętego pierścienia, replikujące się niezależnie od DNA jądrowego. Usunięcie kinetoplastu uniemożliwia prawidłowy rozwój wiciowca.